# Кичанович, Драган
Дра́ган Кича́нович (сербохорв. Dragan Kićanović / Драган Кићановић; 17 августа 1953, Чачак) — югославский баскетболист, один из лучших игроков Европы и мира своего времени. Играл на позиции атакующего защитника. Наиболее известен по выступлениям за «Партизан», с которым дважды (в 1978 и 1979 годах) выигрывал Кубок Корача.
В составе сборной Югославии становился победителем чемпионата мира 1978 года и Олимпийских игр 1980 года, трижды выигрывал чемпионат Европы. Дважды признавался лучшим баскетболистом Европы, был признан самым ценным игроком чемпионата мира 1974 года.

## Карьера

### Клубная
Кичанович начал карьеру в Чачаке, в молодёжном клубе «Железничар». Затем его карьера продолжилась в более именитом «Бораце», в котором он провёл только один сезон и в 1972 году стал игроком белградского «Партизана».
В «Партизане» Кичанович играл вместе с другим выдающимся югославским баскетболистом — Драженом Далипагичем. Они не были близкими друзьями, но хорошо дополняли друг друга и взаимодействовали на площадке. С этим дуэтом связаны успехи «Партизана» 70-х годов, начиная с первого за более чем 30 лет чемпионства в 1976 году. В 1979 году клубу удался дубль: к победе в чемпионате добавился выигрыш Кубка Югославии, а в третий раз победа в чемпионате была одержана в 1981 году.
Успехи были и на европейской арене: в 1978 году «Партизан» выиграл Кубок Корача. В финальном матче против сараевской «Босны» Кичанович набрал 33 очка и помог своей команде выиграть в овертайме 117:110. В следующем году соперником «Партизана» по финалу стал итальянский «Арригони», который был обыгран со счётом 109:98. Несмотря на травму, Кичанович стал лучшим игроком матча, набрав 41 очко. Всего в составе «Партизана» Драган Кичанович провёл 167 матчей и набрал 4 699 очков, отдал 173 передачи.
В 1981 году Кичанович перешёл в итальянский «Скаволини», в составе которого выиграл Кубок обладателей кубков в 1983 году. Завершил карьеру в парижском «Расинге».

### В сборной
В 1971 году, ещё будучи игроком «Железничара», Кичанович стал чемпионом Европы в составе молодёжной сборной Югославии. Он стал вторым бомбардиром турнира (после Мирзы Делибашича) с 90 очками.
С первой сборной Кичанович трижды выигрывал чемпионаты Европы. По итогам своего дебютного чемпионата мира-1974 Кичанович был назван самым ценным игроком, несмотря на то, что югославы уступили первенство сборной СССР. На ЧМ-1978 Кичанович помог сборной Югославии одержать победу, за турнир набрав 162 очка. На своём третьем чемпионате мира, в 1982 году Кичанович вместе с командой выиграл бронзу. Драган Кичанович регулярно включался в символические сборные по итогам чемпионатов мира и Европы.
На победном Олимпийском турнире 1980 года Кичанович набрал 189 очков, уступив по этому показателю только Дражену Далипагичу.
Всего за сборную Югославии Кичанович провёл 216 игру, набрал 3 330 очков.
Дважды, 1981 и 1982 годах Драган Кичанович получал награды «Мистер Европа» и «Еврооскар», став лучшим баскетболистом Европы по двум версиям. В 1982 году Кичанович был назван лучшим спортсменом Югославии, в 1991 году вошёл в число 50 величайших игроков ФИБА, а в 2010 году он был введён в Зал славы ФИБА.

## Достижения

### Командные

#### Клубные
- Чемпион Югославии (3): 1975/76, 1978/79, 1980/81
- Обладатель Кубка Югославии: 1978/79
- Обладатель Кубка Корача (2): 1977/78, 1978/79
- Обладатель Кубка обладателей кубков: 1982/83

#### В сборной
- Олимпийский чемпион: 1980
- Серебряный призёр Олимпийских игр: 1976
- Чемпион мира: 1978
- Серебряный призёр чемпионата мира: 1974
- Бронзовый призёр чемпионата мира: 1982
- Чемпион Европы (3): 1973, 1975, 1977
- Серебряный призёр чемпионата Европы: 1981
- Бронзовый призёр чемпионата Европы: 1979
- Победитель Средиземноморских игр (2): 1971, 1975

### Личные
- Самый ценный игрок чемпионата мира: 1974
- Лучший баскетболист Европы (2): 1981, 1982
- Лучший спортсмен Югославии: 1982